# Omahen
Omahen je priimek več znanih Slovencev:
- Andrej Omahen (1944—2009), ginekolog, kirurg
- Gustav Omahen, preporodovec
- Igor Delorenzo Omahen (1962—2004), fotograf...
- Ivan Omahen (*1923), generalmajor JLA
- Janko Omahen (1898—1980), arhitekt, oblikovalec, risar, karikaturist
- Miloš Omahen (1923—2013), ekonomist
- Nejka Omahen (*1983), mladinska pisateljica